# Primera Federación Femenina 2024-25
La temporada 2024-25 de la Primera Federación Femenina de España es la 24.ª edición de la segunda categoría de fútbol femenino de España y la 3.ª edición bajo dicha denominación, tras cambiarse respecto a la anterior y más genérica de «Segunda División».

## Ascensos y descensos
Esta temporada la componen catorce equipos, nueve procedentes de la temporada anterior, dos descendidos de la Primera Federación Femenina y tres ascendidos desde Segunda Federación. 
| Pos. | Ascendidos a La liga F |
| ---- | ---------------------- |
| 1.º  | Deportivo Abanca       |
| 2.º  | R. C. D. Espanyol      |

| Pos. | Descendidos de La liga F |
| ---- | ------------------------ |
| 15.º | Villarreal C. F.         |
| 16.º | Sporting de Huelva       |

| Pos.   | Ascendidos de Segunda Federación |
| ------ | -------------------------------- |
| 1.º I  | Real Madrid C. F. "B"            |
| 1.º II | C. D. Getafe                     |
| 2.º I  | C. D. Atlético Baleares          |

| Pos. | Descendidos a Segunda Federación |
| ---- | -------------------------------- |
| 12.º | C. E. Europa                     |
| 13.º | Athletic Club "B"                |
| 14.º | Madrid C. F. F. "B"              |

## Equipos participantes
Un total de 14 equipos disputan la Primera Federación Femenina, incluyendo 9 equipos de la temporada anterior, 3 ascendidos de Segunda Federación Femenina y 2 descendidos de Primera División.
| Equipo                  | Localidad         | Fundación | Estadio                                        |
| ----------------------- | ----------------- | --------- | ---------------------------------------------- |
| Alhama C. F.            | Alhama de Murcia  | 2004      | Complejo Deportivo del Guadalentín             |
| Atlético de Madrid "B"  | Alcalá de Henares | 2016      | Centro deportivo Alcalá de Henares             |
| C. A. Osasuna           | Pamplona          | 2003      | Instalaciones deportivas de Tajonar            |
| C. D. Atlético Baleares | Palma de Mallorca | 2018      | Campo de Son Malferit                          |
| C. D. Getafe            | Getafe            | 2020      | Polideportivo Alhóndiga                        |
| C. P. Cacereño          | Cáceres           | 2008      | Complejo Deportivo Manuel Sánchez Delgado      |
| Deportivo Alavés        | Vitoria           | 2011      | Ciudad Deportiva José Luis Compañón            |
| DUX Logroño             | Logroño           | 2011      | Pradoviejo                                     |
| F. C. Barcelona "B"     | Barcelona         | 2001      | Ciudad deportiva Joan Gamper                   |
| Fundación Albacete      | Albacete          | 2003      | Ciudad deportiva Andrés Iniesta                |
| Real Madrid C. F. "B"   | Madrid            | 2020      | Ciudad Real Madrid Florentino Pérez            |
| S. E. AEM               | Lérida            | 2003      | Camp municipal Recasens                        |
| Sporting de Huelva      | Huelva            | 2004      | Ciudad Deportiva Decano del Fútbol Español     |
| Villarreal C. F.        | Villarreal        | 2000      | Ciudad Deportiva del Villarreal Club de Fútbol |

## Clasificación
| Pos. | Equipo                      | Pts. | PJ | G  | E | P  | GF | GC | Dif. | Clasificación 2025-26         |
| ---- | --------------------------- | ---- | -- | -- | - | -- | -- | -- | ---- | ----------------------------- |
| 1    | Alhama C. F. (C, A)         | 56   | 26 | 16 | 8 | 2  | 44 | 14 | +30  | Ascenso a Liga F              |
| 2    | Deportivo Alavés            | 56   | 26 | 17 | 5 | 4  | 38 | 18 | +20  | Play-Offs de Ascenso a Liga F |
| 3    | S. E. AEM                   | 45   | 26 | 13 | 6 | 7  | 31 | 23 | +8   | Play-Offs de Ascenso a Liga F |
| 4    | DUX Logroño (A)             | 44   | 26 | 12 | 8 | 6  | 48 | 29 | +19  | Play-Offs de Ascenso a Liga F |
| 5    | C. P. Cacereño              | 41   | 26 | 11 | 8 | 7  | 25 | 21 | +4   | Play-Offs de Ascenso a Liga F |
| 6    | C. A. Osasuna               | 39   | 26 | 10 | 9 | 7  | 36 | 25 | +11  |                               |
| 7    | Real Madrid C. F. "B"       | 38   | 26 | 11 | 5 | 10 | 38 | 27 | +11  |                               |
| 8    | F. C. Barcelona "B"         | 38   | 26 | 10 | 8 | 8  | 42 | 35 | +7   |                               |
| 9    | Fundación Albacete          | 33   | 26 | 8  | 9 | 9  | 24 | 29 | −5   |                               |
| 10   | Villarreal C. F.            | 30   | 26 | 8  | 6 | 12 | 29 | 36 | −7   |                               |
| 11   | Atlético de Madrid "B"      | 30   | 26 | 7  | 9 | 10 | 26 | 35 | −9   |                               |
| 12   | C. D. Atlético Baleares (D) | 28   | 26 | 8  | 4 | 14 | 32 | 49 | −17  | Descenso a Segunda Federación |
| 13   | C. D. Getafe (D)            | 13   | 26 | 3  | 4 | 19 | 19 | 51 | −32  | Descenso a Segunda Federación |
| 14   | Sporting de Huelva (D)      | 8    | 26 | 1  | 5 | 20 | 13 | 53 | −40  | Descenso a Segunda Federación |

 Fuente: RFEF
Criterios de clasificación: Puntos · Enfrentamientos directos · Diferencia de goles en enfrentamientos directos · Diferencia de goles · Goles a favor

### Evolución de la clasificación
| Jornada                 | 1  | 2  | 3  | 4  | 5  | 6  | 7  | 8  | 9  | 10 | 11 | 12 | 13 | 14 | 15 | 16 | 17 | 18 | 19 | 20 | 21 | 22 | 23 | 24 | 25 | 26 |
| Equipo                  |    |    |    |    |    |    |    |    |    |    |    |    |    |    |    |    |    |    |    |    |    |    |    |    |    |    |
| ----------------------- | -- | -- | -- | -- | -- | -- | -- | -- | -- | -- | -- | -- | -- | -- | -- | -- | -- | -- | -- | -- | -- | -- | -- | -- | -- | -- |
| Alhama C. F.            | 1  | 2  | 1  | 2  | 2  | 2  | 2  | 2  | 2  | 2  | 2  | 2  | 2  | 2  | 2  | 1  | 1  | 1  | 1  | 1  | 1  | 1  | 2  | 2  | 1  | 1  |
| Deportivo Alavés        | 6  | 6  | 3  | 1  | 1  | 1  | 1  | 1  | 1  | 1  | 1  | 1  | 1  | 1  | 1  | 2  | 2  | 2  | 2  | 2  | 2  | 2  | 1  | 1  | 2  | 2  |
| S. E. AEM               | 11 | 8  | 8  | 7  | 9  | 8  | 10 | 8  | 9  | 9  | 9  | 9  | 5  | 5  | 7  | 6  | 6  | 5  | 4  | 4  | 4  | 4  | 4  | 4  | 4  | 3  |
| DUX Logroño             | 3  | 1  | 2  | 4  | 4  | 3  | 7  | 4  | 5  | 6  | 3  | 3  | 3  | 3  | 3  | 3  | 3  | 3  | 3  | 3  | 3  | 3  | 3  | 3  | 3  | 4  |
| C. P. Cacereño          | 8  | 11 | 12 | 14 | 13 | 11 | 11 | 10 | 10 | 11 | 11 | 5  | 6  | 8  | 6  | 5  | 4  | 6  | 6  | 5  | 5  | 5  | 7  | 5  | 6  | 5  |
| C. A. Osasuna           | 2  | 4  | 6  | 3  | 3  | 4  | 8  | 5  | 6  | 7  | 6  | 6  | 9  | 7  | 8  | 8  | 8  | 8  | 8  | 8  | 7  | 6  | 6  | 8  | 7  | 6  |
| Real Madrid C. F. "B"   | 10 | 7  | 7  | 11 | 8  | 10 | 9  | 11 | 11 | 10 | 8  | 11 | 7  | 6  | 4  | 7  | 7  | 7  | 7  | 7  | 8  | 7  | 5  | 7  | 8  | 7  |
| F. C. Barcelona "B"     | 14 | 14 | 14 | 10 | 6  | 6  | 3  | 3  | 7  | 3  | 4  | 4  | 4  | 4  | 5  | 4  | 5  | 4  | 5  | 6  | 6  | 8  | 8  | 6  | 5  | 8  |
| Fundación Albacete      | 12 | 9  | 11 | 8  | 10 | 9  | 6  | 9  | 8  | 8  | 10 | 10 | 11 | 10 | 11 | 10 | 9  | 9  | 9  | 9  | 9  | 9  | 9  | 9  | 9  | 9  |
| Villarreal C. F.        | 4  | 3  | 5  | 5  | 5  | 7  | 5  | 6  | 4  | 4  | 5  | 8  | 8  | 9  | 10 | 12 | 12 | 12 | 12 | 10 | 10 | 10 | 11 | 12 | 11 | 10 |
| Atlético de Madrid "B"  | 9  | 12 | 13 | 9  | 11 | 12 | 12 | 13 | 13 | 12 | 13 | 12 | 12 | 12 | 12 | 11 | 10 | 11 | 11 | 11 | 11 | 11 | 10 | 10 | 10 | 11 |
| C. D. Atlético Baleares | 5  | 5  | 4  | 6  | 7  | 5  | 4  | 7  | 3  | 5  | 7  | 7  | 10 | 11 | 9  | 9  | 11 | 10 | 10 | 12 | 12 | 12 | 12 | 11 | 12 | 12 |
| C. D. Getafe            | 13 | 13 | 9  | 12 | 12 | 13 | 13 | 12 | 12 | 13 | 12 | 13 | 13 | 13 | 13 | 13 | 13 | 13 | 13 | 13 | 13 | 13 | 13 | 13 | 13 | 13 |
| Sporting de Huelva      | 7  | 10 | 10 | 13 | 14 | 14 | 14 | 14 | 14 | 14 | 14 | 14 | 14 | 14 | 14 | 14 | 14 | 14 | 14 | 14 | 14 | 14 | 14 | 14 | 14 | 14 |

### Tabla de resultados cruzados
| Local \ Visitante       | ALH | DAL | DUX | BAR | AEM | CAC | RMA | FOS | ALB | VIL | AMA | BAL | GET | SPO |
| ----------------------- | --- | --- | --- | --- | --- | --- | --- | --- | --- | --- | --- | --- | --- | --- |
| Alhama C. F.            | —   | 0–0 | 1–1 | 4–1 | 1–1 | 4–0 | 3–0 | 2–0 | 1–0 | 1–1 | 1–0 | 5–0 | 1–0 | 1–0 |
| Deportivo Alavés        | 1–2 | —   | 2–1 | 3–0 | 0–0 | 3–1 | 1–0 | 1–1 | 0–0 | 1–0 | 3–0 | 3–0 | 2–1 | 2–0 |
| DUX Logroño             | 2–0 | 0–2 | —   | 0–0 | 3–1 | 1–0 | 1–1 | 0–0 | 2–1 | 2–2 | 0–0 | 4–1 | 2–0 | 4–0 |
| F. C. Barcelona "B"     | 2–2 | 1–2 | 1–1 | —   | 1–3 | 3–1 | 1–1 | 2–1 | 0–0 | 2–2 | 0–0 | 2–0 | 1–1 | 5–0 |
| S. E. AEM               | 0–2 | 1–0 | 3–1 | 2–1 | —   | 1–0 | 2–1 | 0–0 | 2–2 | 1–0 | 2–0 | 3–1 | 1–0 | 2–0 |
| C. P. Cacereño          | 0–0 | 3–1 | 1–0 | 1–0 | 0–0 | —   | 2–1 | 1–0 | 0–0 | 0–0 | 2–0 | 2–0 | 4–0 | 1–1 |
| Real Madrid C. F. "B"   | 2–2 | 3–1 | 3–0 | 3–1 | 3–0 | 3–0 | —   | 2–1 | 0–0 | 3–1 | 3–0 | 1–2 | 0–1 | 3–0 |
| C. A. Osasuna           | 0–1 | 1–1 | 2–2 | 2–3 | 1–0 | 0–1 | 3–1 | —   | 2–0 | 2–0 | 1–1 | 1–1 | 4–2 | 1–0 |
| Fundación Albacete      | 2–1 | 0–1 | 0–4 | 2–3 | 1–0 | 1–1 | 1–0 | 0–3 | —   | 2–3 | 1–0 | 1–1 | 0–1 | 1–0 |
| Villarreal C. F.        | 0–2 | 1–2 | 2–3 | 2–0 | 1–0 | 1–0 | 0–1 | 1–3 | 0–0 | —   | 1–2 | 1–3 | 2–0 | 2–2 |
| Atlético de Madrid "B"  | 0–0 | 0–1 | 4–3 | 0–2 | 1–1 | 1–1 | 2–1 | 1–1 | 0–1 | 1–2 | —   | 4–3 | 1–0 | 1–1 |
| C. D. Atlético Baleares | 1–2 | 1–2 | 1–5 | 1–2 | 1–0 | 0–1 | 1–0 | 0–2 | 1–3 | 1–0 | 2–2 | —   | 3–0 | 2–1 |
| C. D. Getafe            | 0–2 | 1–2 | 1–4 | 1–6 | 2–3 | 0–2 | 1–2 | 1–1 | 2–2 | 0–1 | 1–2 | 1–1 | —   | 2–1 |
| Sporting de Huelva      | 0–3 | 0–1 | 0–2 | 0–2 | 0–2 | 0–0 | 0–0 | 1–3 | 1–3 | 2–3 | 1–3 | 1–4 | 1–0 | —   |

## Playoff de ascenso a Primera División

### Clasificados
- Deportivo Alavés (2.º)
- S. E. AEM (3.º)
- DUX Logroño (4.º)
- C. P. Cacereño (5.º)

### Cuadro
|  | Semifinales          | Semifinales          | Semifinales          | Semifinales          |   |                | Final                 | Final                 | Final                 | Final                 |  |
|  | 4-11 de mayo de 2025 | 4-11 de mayo de 2025 | 4-11 de mayo de 2025 | 4-11 de mayo de 2025 |   |                | 18-25 de mayo de 2025 | 18-25 de mayo de 2025 | 18-25 de mayo de 2025 | 18-25 de mayo de 2025 |  |
|  |                      |                      |                      |                      |   |                |                       |                       |                       |                       |  |
|  |                      |                      |                      |                      |   |                |                       |                       |                       |                       |  |
|  | C. P. Cacereño       | 2                    | 2                    | 4                    |   |                |                       |                       |                       |                       |  |
|  | C. P. Cacereño       | 2                    | 2                    | 4                    |   |                |                       |                       |                       |                       |  |
|  | Deportivo Alavés     | 2                    | 1                    | 3                    |   |                |                       |                       |                       |                       |  |
|  | Deportivo Alavés     | 2                    | 1                    | 3                    |   | C. P. Cacereño | 0                     | 1                     | 1                     |                       |  |
|  |                      |                      |                      |                      |   | C. P. Cacereño | 0                     | 1                     | 1                     |                       |  |
|  |                      |                      | DUX Logroño          | 3                    | 3 | 6              |                       |                       |                       |                       |  |
|  | DUX Logroño          | 3                    | DUX Logroño          | 3                    | 3 | 6              | 0                     | 3                     |                       |                       |  |
|  | DUX Logroño          | 3                    |                      |                      |   |                | 0                     | 3                     |                       |                       |  |
|  | S. E. AEM            | 1                    | 1                    | 2                    |   |                |                       |                       |                       |                       |  |
|  | S. E. AEM            | 1                    | 1                    | 2                    |   |                |                       |                       |                       |                       |  |
|  |                      |                      |                      |                      |   |                |                       |                       |                       |                       |  |

### Semifinales

#### Deportivo Alavésvs.C. P. Cacereño
| Ida; 4 de mayo de 2025; 18:00 | C. P. Cacereño                | 2:2     | Deportivo Alavés                              | Manuel Sánchez Delgado, Cáceres  |                                  |
|                               | Sara Rubio 60' Adela Rico 82' | Reporte | 13' Manoly Baquerizo 69' (pen.) Teresa Morato | Árbitra: Muñoz Di Giovambattista | Árbitra: Muñoz Di Giovambattista |

| Vuelta; 11 de mayo de 2025; 12:30 | Deportivo Alavés     | 1:2 (t. s.)(Global 3:4) | C. P. Cacereño                                        | José Luis Compañón, Vitoria |                    |
|                                   | Inés Juan 67' (pen.) | Reporte                 | 85' (a.g.) Itziar Gastearena 123' (a.g.) Nerea Bengoa | Árbitra: Luna Varo          | Árbitra: Luna Varo |

| Pasa a la final C. P. Cacereño |

#### DUX Logroñovs.S. E. AEM
| Ida; 4 de mayo de 2025; 18:00 | DUX Logroño                                 | 3:1     | S. E. AEM            | Pradoviejo, Logroño     |                         |
|                               | Natalia Cebolla 28', 94' Ximena Velazco 46' | Reporte | 18' Verónica Herrera | Árbitra: Raza Fernández | Árbitra: Raza Fernández |

| Vuelta; 11 de mayo de 2025; 12:30 | S. E. AEM      | 1:0 (Global 2:3) | DUX Logroño | Municipal Recasens, Lérida |                       |
|                                   | María Lara 57' | Reporte          |             | Árbitra: López Osorio      | Árbitra: López Osorio |

| Pasa a la final DUX Logroño |

### Final
| Ida; 18 de mayo de 2025; 18:00 | C. P. Cacereño | 0:3     | DUX Logroño                                        | Manuel Sánchez Delgado, Cáceres |                            |
|                                |                | Reporte | 35' Sonya Keefe 82' Natalia Cebolla 88' Yui Fukuta | Árbitra: Gallastegui Pérez      | Árbitra: Gallastegui Pérez |

| Vuelta; 25 de mayo de 2025; 18:00 | DUX Logroño                             | 3:1 (Global 6:1) | C. P. Cacereño       | Pradoviejo, Logroño      |                          |
|                                   | - Mía Asenjo 20' - Sonya Keefe 39', 56' | Reporte          | - 83' Nora de Torres | Árbitra: Suárez González | Árbitra: Suárez González |

| Asciende a Liga F DUX Logroño |

## Datos y estadísticas

### Récords
| Récords de equipos       | Récords de equipos | Récords de equipos                                   | Récords de equipos        | Récords de equipos                | Récords de equipos | Récords de equipos            | Récords de equipos      | Récords de equipos |
| Récord                   | Fecha              | Equipo/s                                             | Local                     |                                   | Resultado          |                               | Visitante               | Rep.               |
| ------------------------ | ------------------ | ---------------------------------------------------- | ------------------------- | --------------------------------- | ------------------ | ----------------------------- | ----------------------- | ------------------ |
| Más goles en un partido  | 16/11/2024         | Atlético de Madrid "B" y C. D. Atlético Baleares (7) | Atlético de Madrid "B"    | Bandera de la Comunidad de Madrid | 4 – 3              | Bandera de las Islas Baleares | C. D. Atlético Baleares | Jornada 10         |
| Más goles en un partido  | 11/12/2024         | C. D. Getafe y F. C. Barcelona "B" (7)               | C. D. Getafe              | Bandera de la Comunidad de Madrid | 1 – 6              | Bandera de Cataluña           | F. C. Barcelona "B"     | Jornada 7          |
| Más goles en un partido  | 12/04/2025         | C. Atlético de Madrid "B" y DUX Logroño (7)          | C. Atlético de Madrid "B" | Bandera de la Comunidad de Madrid | 4 – 3              | Bandera de La Rioja (España)  | DUX Logroño             | Jornada 24         |
| Mayor victoria local     | 16/11/2024         | F. C. Barcelona "B" (+5)                             | F. C. Barcelona "B"       | Bandera de Cataluña               | 5 – 0              | Bandera de Andalucía          | Sporting de Huelva      | Jornada 10         |
| Mayor victoria local     | 09/02/2025         | Alhama C. F. (+5)                                    | Alhama C. F.              | Bandera de la Región de Murcia    | 5 – 0              | Bandera de las Islas Baleares | C. D. Atlético Baleares | Jornada 17         |
| Mayor victoria visitante | 11/12/2024         | F. C. Barcelona "B" (+5)                             | C. D. Getafe              | Bandera de la Comunidad de Madrid | 1 – 6              | Bandera de Cataluña           | F. C. Barcelona "B"     | Jornada 7          |

Fuente: Fútbol Regional.